# نادي الفضاء الوطني
النادي القومي للفضاء هو مؤسسة غير ربحية في الولايات المتحدة والتي تمثل ممثلين من الصناعة -أو المجال- والحكومة، المؤسسات الحكومية وحتى أشخاص فرديين، هدفها تعزيز التبادل المعلوماتي فيما يخص الملاحة الفضائية ومشاركة هذه المعلومات مع ونشرها للعوام. وتزود منح دراسية وبرامج تدريبية للطلاب، وأيضا التشجيع على النشاطات المتعلقة بالفضاء. ترعى قيادة النادي من قبل الولايات المتحدة؛ التقدم التكنولوجي المختص بصناعة معدات الفضاء وتعترف وتكرم الأشخاص المساهمين بشكل خاص في مجالات صناعة الصواريخ والملاحة الفضائية.حقق النادي هذه الأهداف عبر البعثات، المنح، الدورات، غداء، عشاء جودجارد التذكاري والنشرات الإخبارية.

## أصله
النادي القومي للفضاء (يعرف رسميا بنادي الصاروخ القومي) أنشئ في 4 تشرين الأول - 1957. كنادي للتحفيز على تبادل الأفكار والمعلومات الخاصة بعلم صناعة الصواريخ ورواد الفضاء، وتعزيز الاعتراف بإنجازات الولايات المتحدة في الفضاء.

## الجوائز
عشاء غودارد التذكاري هو مأدبة الجوائز السنوية لتكريم الدكتور روبرت إتش غودارد. خلال الليلة، يتم تقديم عشر جوائز ومنحة واحدة. تشمل الجوائز:
- روبرت H. غودارد الكأس
- جائزة الدكتور جوزيف شاريك
- جائزة نوا ديفيد جونسون
- جائزة أولين إي تيج التذكارية
- جائزة مربي الفضاء
- جائزة مهندس فضاء
- جائزة نيلسون ب. جاكسون
- جائزة الصحافة
- جائزة مهمة النسر المأهولة
- جائزة برنارد شريفر العامة

يقدم نادي الفضاء الوطني منحة دراسية كبرى كل عام لتشجيع الدراسة في مجال الهندسة والعلوم. تعطى المنحة، التي تبلغ قيمتها 10000 دولار، إلى مواطن أمريكي في السنة الإعدادية للجامعة المعتمدة على الأقل، والتي تُظهر، حسب تقدير لجنة الجائزة، أكبر قدر من الاهتمام والكفاءة.
يتعاون النادي الوطني للفضاء في رعاية عدد من الدورات التدريبية الصيفية في مركز غودارد لرحلات الفضاء التابع لناسا، ومرفق طيران والوبس. برنامج علماء الأندية الوطنية للفضاء مفتوح لتخرج طلاب المدارس الثانوية وصغار السن وكبار السن الذين أبدوا اهتمامًا وقدرة في تقنيات الفضاء.

## وصلات خارجية
- نادي الفضاء الوطني